# Verschleppung von Rumäniendeutschen in die Sowjetunion
Bei der Verschleppung der Rumäniendeutschen in die Sowjetunion wurden vom Januar 1945 bis zum Dezember 1949 zwischen 70.000 und 80.000 Rumäniendeutsche auf Grundlage ethnischer Kriterien in die Sowjetunion verschleppt. Dort leisteten sie Zwangsarbeiten als Reparation für die Zerstörungen des Zweiten Weltkriegs, überwiegend in Bergwerken und Schwerindustriebetrieben in der Ukraine, aber auch im Kaukasus.
Die Angaben über die Anzahl der Betroffenen schwanken von 70.000 über 75.000 bis zu 80.000.

## Geschichte

### Vorgeschichte
Im Verlaufe des Königlichen Staatsstreichs vom 23. August 1944 ließ König Michael I. von Rumänien den „Staatsführer“ Marschall Ion Antonescu verhaften und beendete unerwartet die Allianz mit dem NS-Staat. Das Land stand von nun an der Seite der Alliierten. In der Folge nahm die Rote Armee Rumänien ein und stationierte Truppen im ganzen Land. Nach der von Winston Churchill und Josef Stalin getroffenen und von der US-Regierung unter Franklin D. Roosevelt akzeptierten Vereinbarung war das besetzte Rumänien ab 1945 fester Bestandteil der sowjetischen Einflusssphäre.
Der Waffenstillstandsvertrag Rumäniens mit den Alliierten vom 12. September 1944 enthielt keine Vereinbarung oder Geheimklausel über Reparationen durch die Bereitstellung von Arbeitskräften. Er wurde Rumänien von der sowjetischen Führung unter Stalin diktiert.
Schon unmittelbar nach der rumänischen Kapitulation am 23. August 1944 gingen Gerüchte einer bevorstehenden Deportation der „Volksdeutschen“ um. Neben anderen Reparationen soll Stalin angeblich 100.000 rumänische Staatsbürger als freiwillige Arbeitskräfte für den Wiederaufbau der Sowjetunion gefordert haben. Gegen Ende des Jahres verstärkten sich die Gerüchte über eine bevorstehende Verschleppung.

### Anordnung der Deportation
Am 31. Oktober 1944 überreichte der stellvertretende Vorsitzende der Alliierten Kontrollkommission General Winogradow der rumänischen Regierung eine Note mit der Forderung, bis zum 10. November Listen mit sich in Rumänien befindlichen ungarischen Staatsangehörigen, rumänischen Bessarabienflüchtlingen (zwecks Rückführung), „Reichsdeutschen“, und „rumänischen Staatsangehörigen ethnisch deutscher und ungarischer Herkunft“ vorzulegen. Die Listen mit Deutschen und deutschstämmigen Personen wurden zwischen Oktober und Dezember erstellt. Parallel wurden von den sowjetischen Heeresgruppen auch Erhebungen über die Zahl der deutschen Bevölkerung in Ungarn, Jugoslawien und der Tschechoslowakei erstellt. Das Ergebnis der Zählungen wurde am 15. Dezember 1944 Stalin vorgelegt, der am 16. Dezember den Befehl zur Zwangsverschleppung der arbeitsfähigen deutschen Männer und Frauen gab, wobei gleichzeitig der Aktionsplan und die dafür Verantwortlichen festgelegt wurden. Ende Dezember 1944 gingen bereits einige Transporte mit „Volksdeutschen“ aus Jugoslawien zur Zwangsarbeit in die Sowjetunion. Bereits am 19. Dezember erhielten die rumänischen Polizeiinspektoren auf telefonischem Weg Anordnungen zu konkreten Vorbereitungsmaßnahmen, und auch die staatliche Eisenbahngesellschaft Rumäniens Căile Ferate Române hatte Wochen im Voraus Viehwaggons im Hinblick auf die Aktion vorbereitet.
Am 31. Dezember 1944, 3. und 6. Januar 1945 überreichte die Sowjetunion im Namen der Alliierten Kontrollkommission für Rumänien der rumänischen Regierung die Note 031 mit der Aufforderung, alle Deutschen für Arbeiten in der Sowjetunion zur Verfügung zu stellen; Männer im Alter von 17 bis 45, Frauen im Alter von 18 bis 30 Jahren, bis auf Schwangere, Frauen mit Kindern unter einem Jahr und Arbeitsunfähige. Die Auszuhebenden sollten unter der Verantwortlichkeit von Polizeiinspektoren in neben Eisenbahnstationen eingerichteten Sammelstellen zusammengeführt werden.

### Reaktionen in Rumänien
Die rumänische Regierung befasste sich am 5. und 10. Januar in zwei Kabinettssitzungen speziell mit der bevorstehenden Deportation; die konkreten Beschlüsse sind jedoch nicht bekannt. Die neue bürgerliche Regierung Rumäniens unter dem Premierminister General Nicolae Rădescu stimmte der Deportation offiziell zu. Rumäniendeutsche Politiker wie Hans Otto Roth, Rudolf Brandsch, Herwart Scheiner und Vertreter der Banater Schwaben formulierten ihren Protest und wurden bei Rădescu vorstellig. Dieser soll eingestanden haben, dass die rumänische Regierung gegen den sowjetischen Befehl ohnmächtig sei.
Da die UdSSR die Deportation im Namen der Alliierten anordnete, protestierte Rădescu Anfang Januar bei den Regierungen Großbritanniens und der Vereinigten Staaten über deren diplomatischen Vertreter, wobei er rechtliche, ökonomische und humanitäre Argumente anführte. Er berief sich auch auf das Waffenstillstandsabkommen, das keine Bestimmungen zur Leistung von Reparationen durch Arbeitskräfte enthielt. Es sei ferner inhuman, Menschen ins Ungewisse zu verschleppen, Familien auseinanderzureißen und Kinder und alte Menschen zurückzulassen. Zudem werde der rumänischen Wirtschaft großer Schaden durch den Ausfall dieser Arbeitskräfte zugefügt, was sich auch auf die Kriegsleistungen Rumäniens negativ auswirken werde. Auch König Michael I. protestierte in Memoranden gegen das widerrechtliche Vorgehen der Sowjetunion. Am 16. Januar wies Rădescu in seiner Protestnote an General Winogradow auf „die Pflicht der rumänischen Regierung, die Interessen aller ihrer Untertanen ungeachtet ihrer ethnischen Abstammung zu schützen“, hin.

### Internationale Reaktionen
Die Regierungen der USA und Großbritanniens wurden durch das eigenmächtige Vorgehen ihres sowjetischen Verbündeten überrascht und vor vollendete Tatsachen gestellt. Sie äußerten ihren Unmut vor allem darüber, dass diese Aktion auch in ihrem Namen angeordnet worden war, obwohl es dafür keine Vereinbarung gab. Sie folgten dabei der Argumentation der rumänischen Regierung. Ihre Noten erreichten die sowjetischen Stellen in Bukarest und Moskau erst zu einem Zeitpunkt, an dem die Aushebungen bereits liefen oder abgeschlossen waren.
Auf der Konferenz von Jalta (4.–11. Februar 1945) stimmten die Alliierten den sogenannten „reparations in kind“ (englisch Reparationsleistungen) an die Sowjetunion zu. Dieser Begriff schloss außer geplanten Lieferungen Deutschlands aus der laufenden Produktion und den Demontagen deutscher Industrieanlagen auch die Verwendung deutscher Arbeitskräfte ein. Gemäß Angaben des damaligen stellvertretenden sowjetischen Außenministers Maiski waren für die Deportation „Kriegsverbrecher“ und „aktive Nazis“ zur „Wiedergutmachung, Bestrafung und Umerziehung der Deutschen“ vorgesehen. Der Beschluss von Jalta bezog sich allerdings nur auf Deutschland, und über dessen Reparationen sollte erst nach Kriegsende konkret entschieden werden. Nach dem Krieg beschränkten sich die Sowjets in der SBZ (Ostdeutschland) und in dem von ihnen besetzten Teil Österreichs auf eine Aushebung von etwa 26.000 arbeitsfähigen Facharbeitern und sahen dort von größeren Massendeportationen ab.

### Die Deportation
Die Verordnung der Deportation in die Sowjetunion wurde vom „Hohen Sowjetischen Kommandament“ in der am 16./17. Januar 1945 erschienenen rumänischen Parteizeitung „Scînteia“ bekannt gemacht:
Das Präsidialamt des Ministerrates teilt mit:
Wegen verschiedener Gerüchte, die im Umlauf sind und jeder Grundlage entbehren, wird dem deutschen Volk folgendes mitgeteilt:
Laut Verordnung des Hohen Sowjetischen Kommandaments werden Arbeitskräfte mobilisiert und dorthin verschickt, wo man sie benötigt. Betroffen sind folgende Kategorien deutschstämmiger Bürger:
- Männer zwischen 16 und 45 Jahren
- Frauen zwischen 18 und 30 Jahren, außer Mütter mit Kindern unter einem Jahr.

Nachdem sie den Bestimmungsort erreichen, werden ihre Familien benachrichtigt und berechtigt, ihnen zu schreiben und Pakete zu schicken. Die Mobilisierung hat provisorischen Charakter, da es sich um notwendige Arbeit als Kriegsschadeneinsatzleistung handelt.
Die Deportation lief nach einem von den rumänischen Behörden in enger Zusammenarbeit mit den sowjetischen Besatzern vorbereiteten Plan. Die Ortseingänge wurden von Militär und Polizei abgeriegelt, der Telefon-, Telegraf- und Eisenbahnverkehr wurde unterbrochen, und gemischte rumänisch-sowjetische Patrouillen gingen mit vorbereiteten Listen zur Aushebung von Haus zu Haus. Einige der Betroffenen versuchten sich in den Bergen und Wäldern zu verstecken; jedoch zwang die Drohung, Eltern oder Verwandte als Geiseln zu verhaften, viele, sich freiwillig zu stellen. Andere schlossen rasch Scheinehen mit Rumänen oder fremden, nichtgefährdeten Staatsbürgern. Bei der Aushebung wurde keine Rücksicht auf die Zurückgebliebenen genommen, auch wenn das Kinder waren, die elternlos blieben. Es gab unzählige Fälle, wo Kinder den Großeltern überlassen wurden oder von fremden Familien aufgenommen werden mussten. Die politische Haltung der Einzelnen spielte bei dieser Aktion keine Rolle, denn es wurden auch aktive Kommunisten oder Angehörige der rumänischen Armee (rumänisch Armata Română) mit deutschstämmigem Hintergrund ausgehoben.
Die evangelische Kirche bemühte sich besonders von Rumänien aus mit schriftlichen und mündlichen Interventionen bei der rumänischen Regierung, bei sowjetischen Stellen, ja sogar durch Schreiben an Stalin um die Rückführung und Repatriierung der Deportierten. Die sowjetischen Behörden entließen später einen beträchtlichen Teil von ihnen nicht nach Rumänien, sondern in die sowjetische Zone Deutschlands, besonders nach Thüringen. Die Rückkehrer fanden in Rumänien eine veränderte Gesellschaftsstruktur für ihre politische, wirtschaftliche und soziale Integration vor als die, die sie 1945 verlassen hatten.

### Betroffene rumäniendeutsche Volksgruppen

Verteilung der deutschen Volksgruppen in Rumänien, Stand 1918

#### Sathmarer Schwaben
Die Verschleppung von rund 5000 Sathmarer Schwaben im Nordwesten Rumäniens begann schon am 2. und 3. Januar 1945. Bei der Zwangsarbeit kamen bis 1948/49 fast 1000 Sathmarer ums Leben.

#### Siebenbürger Sachsen

Stalino (heute Donezk), 1946

In Siebenbürgen wurden zwischen dem 11. und 16. Januar 30.336 Siebenbürger Sachsen verhaftet, also circa 15 Prozent bezogen auf die Volkszählung von 1941. Davon waren 46,4 Prozent Männer und 53,4 Frauen. Konnte das Soll nicht erfüllt werden, weil die Listen Personen umfassten, die abwesend waren oder sich versteckt hatten, wurden Männer und Frauen festgenommen, die älter oder jünger als das vorgesehene Alter waren. Dieses war bei 10 Prozent der Rekrutierten der Fall, die ältesten Verschleppten waren 55, die jüngsten 13 Jahre alt.
Etwa zwei oder drei Tage nach der Eintreibung fuhren die Transporte ab. Kleinere Gruppen mit deutschen Angehörigen der rumänischen Armee oder aufgestöberten Versteckten folgten im Februar nach. Die in Târgu Jiu inhaftierten arbeitsfähigen Funktionäre der „Deutschen Volksgruppe“ wurden am 11. Januar abtransportiert. In Viehwaggons, in die man jeweils 40 bis 70 Männer und Frauen zusammenpferchte, dauerte die Fahrt bei eisiger Kälte, primitivsten hygienischen Verhältnissen und notdürftiger Versorgung bis zu den Bestimmungsorten mehrere Wochen. Für neun von zehn Deportierten endete der zweiwöchige Transport im Donezbecken und im Dongebiet in der Ukraine in den Bezirken Dnepropetrowsk, Stalino sowie Woroschilowgrad. Die übrigen waren sechs Wochen unterwegs und wurden in den Bezirk Molotow im Ural verbracht. Die Deportierten wurden hier in 85 Lager verteilt, die allerdings häufig nicht darauf vorbereitet waren, die Verschleppten menschenwürdig aufzunehmen. Dort arbeitete jeder Dritte im Bergbau, jeder Vierte im Bauwesen, die übrigen in der Industrie, Landwirtschaft oder Lagerverwaltung. Die wenigsten erhielten Arbeit in ihren Berufen zugeteilt. Infolge der schlechten Unterbringung und unhygienischer Bedingungen, der schlechten medizinischen Betreuung, der dürftigen Ernährung, der schweren Arbeitsbedingungen und Unfälle gab es viele Kranke und Tote. Die Kommunikation mit den Daheimgebliebenen war im Allgemeinen auf ein Minimum begrenzt, die Deportierten durften lediglich 25 Worte nach vorgeschriebenem Muster an ihre Verwandten schreiben.
Bald schon wurden die ersten Kranken und Arbeitsunfähigen entlassen, wobei sich die Entscheidungsträger über Verbleib oder Entlassung allein vom Arbeitswert der Internierten leiten ließen. Schon im Herbst 1945 wurden 3548 und im Folgejahr 1546 Personen über Frankfurt an der Oder in die Sowjetische Besatzungszone (SBZ) entlassen, sowie 861 Personen nach Rumänien; 1947 wurden 2950 Personen in die SBZ entlassen und 402 nach Rumänien. Ab 1948 verbesserten sich die Lebensbedingungen, so dass die Zahl der Kranken und Toten stark zurückging. Erst ab diesem Jahr wurden auch gesunde Arbeitskräfte (insgesamt etwa 49 Prozent) entlassen, und zwar ausschließlich nach Rumänien. Ab Oktober 1949 wurden die Arbeitslager in der Sowjetunion aufgelöst.
8486 Verschleppte, das letzte Drittel, kehrte daraufhin nach Siebenbürgen zurück. Aus der Sowjetzone Deutschlands kehrten etwa 50 Prozent heim. Die übrigen gelangten meistens nach Westdeutschland, während 182 Personen in der späteren Deutschen Demokratischen Republik verblieben. Lediglich eine kleine Gruppe von 202 Personen wurde erst 1950 bis 1952 nach Hause entlassen. Sieben Siebenbürger Sachsen verblieben in der Sowjetunion.
3076 Personen, also knapp 12 Prozent der Deportierten, verloren während der Deportation in der Sowjetunion ihr Leben. 1947 war die Todesrate am höchsten. Das Verhältnis von Männern zu Frauen unter den Todesopfern lag bei drei zu eins.

#### Banater Schwaben
Circa 33.000 Banater Schwaben wurden zwischen dem 14. und 16. Januar 1945 ausgehoben. In den Städten wurden die Betroffenen durch gemischte rumänisch-sowjetische Militärpatrouillen aus ihren Häusern geholt. In den Dörfern fanden sich die Betroffenen nach Aufforderung durch Gendarmen und Gemeindedienern in den Schulen ein, von wo aus sie in Sammelstellen gebracht wurden, um anschließend mit Zügen nach Temeswar transportiert zu werden.
Aus Temeswar gingen die ersten Transporte ab dem 18. Januar 1945 in Richtung Ostgrenze. Es folgten wochenlange Transporte in Viehwaggons in die sowjetischen Kohle- und Industriereviere, wo die Deportierten an sieben Tagen in der Woche täglich 12 Stunden bei unzureichender Hygiene und Ernährung Zwangsarbeit leisten mussten. Um die 5000 Personen, etwa 15 Prozent der Betroffenen, überlebten nicht.

## Künstlerische Verarbeitung
Der Baumeister und Architekt Fritz Göckler aus Mediaș fertigte während seiner Deportation 1945/46 Karten des Lagers Petrowka an, von denen einzelne später in mehreren Buchpublikationen veröffentlicht wurden.
Die Graphiken von Friedrich von Bömches sowie die Bilder der Brüder Viktor und Julius Stürmer veranschaulichen die Deportation mit künstlerischen Mitteln. Bömches' Kohlezeichnungen verarbeiten Momente der „apokalyptischen Erfahrung“ während der Deportation: Wiedersehen, In der Fremde, Zwangsarbeiter, Steinbruch, Das Lager, Das große Unglück. Viktor Stürmer verbindet in seinen Arbeiten, beispielsweise im Bild Jeder hat soviel Recht, wie er Macht besitzt, das Leid der Deportation mit biblischen Motiven, während sich Julius Stürmers Skizzenbücher nach eigenen Aussagen „nicht mit den Realitäten im Straflager (befassen), sie entstanden vielmehr aus Wunschträumen und Hoffnungen heraus“.
Walter Engel, Direktor der Stiftung Gerhart-Hauptmann-Haus in Düsseldorf, bedauerte noch 1995, dass kein Schriftsteller mit der Tiefe eines Alexander Solschenizyn bisher über die Ereignisse der Verschleppung geschrieben habe.
Der Rumänische Schriftstellerverband zeichnete den Autor Stefan Ehling für seinen Roman Martha über die Deportation der Banater Schwaben mit dem Preis für das beste literarische Debüt des Jahres 2008 aus. Ein literarischer Bericht, wie die Deportationen in Hermannstadt abliefen, ist im Roman „Januar ’45 oder Die höhere Pflicht“ von Erwin Wittstock zu finden.
Herta Müller erhielt für ihren Roman Atemschaukel, in dem die Verfolgung Rumäniendeutscher unter Stalin in einer individuellen Geschichte, basierend auf den Erfahrungen von Oskar Pastior, beschrieben wird, 2009 den Nobelpreis für Literatur.
Im Liedgut adaptierten die Deportierten das „Russlandlied“, das zu der Melodie der russischen Ballade Stenka Rasin in vielen Lagern und noch nach der Heimkehr der Verschleppten in vielen Dörfern des Banats und des Sathmarlandes gesungen wurde.

## Rehabilitation und Gedenken
Am 1. Mai 1997 entschuldigte sich der rumänische Außenminister Adrian Severin beim deutschen Außenminister Klaus Kinkel für das Unrecht, das der deutschen Bevölkerung während der kommunistischen Diktatur zugefügt wurde. Neben der Deportation der Banater Schwaben in die Bărăgan-Steppe verurteilte er in dieser Erklärung sowohl das den Deutschen zugefügte Leid in der Nachkriegszeit als auch die Verschleppung der Deutschen zur Zwangsarbeit in sowjetische Arbeitslager und den entwürdigenden Menschenhandel in den 1970er und 1980er Jahren. Dabei verurteilte er zutiefst diese traumatischen Praktiken und sprach seine Entschuldigung für das Geschehene aus „als eine Geste der moralischen Wiedergutmachung an jenen Bürgern Deutschlands, die früher Bürger unseres Landes waren, deren Schicksal von solchen verdammenswerten Taten bleibend geprägt ist“.
Die rumänische Regierung beschloss am 16. Oktober 1990, dem Parlament einen Gesetzesentwurf zur Entschädigung jener Personen vorzulegen, die unter der kommunistischen Diktatur verfolgt oder deportiert wurden. In der Begründung hieß es: „Nach dem 23. August wurde eine große Anzahl rumänischer Staatsbürger deutscher Nationalität zur Zwangsarbeit in die UdSSR deportiert. Die Deportation erfolgte willkürlich, allein auf der Basis der Zugehörigkeit zur deutschen Minderheit […]. Diese diskriminierende, widerrechtliche Maßnahme aufgrund ausschließlich ethnischer Kriterien löste den Prozess der Auswanderung der Deutschen aus […].“ Auf Grund dieses Gesetzentwurfes wurde das Dekret Nr. 118 im Jahre 1990 erlassen, durch welches die Jahre der Zwangsarbeit und die der Deportation als Dienstjahre bei der Berechnung der rumänischen Rente anerkannt werden, wobei jedes Haft- und Internierungsjahr als ein Jahr und sechs Monate Dienstzeit zählt. Leistungen nach diesem Gesetz wurden jedoch nur für Inhaber der rumänischen Staatsangehörigkeit vorgesehen (Art. 12 Dekret 118/1990), die den Deutschen aus Rumänien bei der Ausreise vor der Wende aberkannt wurde. Die meisten Betroffenen waren so von einer Entschädigung ausgeschlossen. Im Jahre 2009 wurde durch Gesetz 221/2009 erstmals eine Rehabilitation von politisch Verfolgten unabhängig von der Staatsangehörigkeit geregelt. Die Russlanddeportation wurde zuerst nach einer Entscheidung des Tribunals Bukarest (Urteil Nr. 1911 vom 14. Dezember 2010) als politische Verfolgung im Sinne dieses Gesetzes anerkannt. Durch Entscheidung des Obersten Kassations-Gerichtshofes Nr. 15 vom 12. November 2012 wurde diese Rechtsprechung jedoch aufgegeben und auf die Rehabilitierung der Verschleppten unter Zugrundelegung einer angeblichen Kollektivschuld auch der deutschen Zivilbevölkerung Rumäniens an den Folgen des Krieges als „sachlicher Differenzierungsgrund für eine Ungleichbehandlung“ verzichtet.
Am 14. Januar 1995 fand im Festsaal des Alten Rathauses in München unter der Schirmherrschaft der damaligen bayerischen Sozialministerin Barbara Stamm eine Gedenkveranstaltung zum Thema 50 Jahre seit der Verschleppung in die ehemalige Sowjetunion statt, die gemeinsam von den Landsmannschaften der Banater Schwaben, Donauschwaben, Sathmarer Schwaben, Siebenbürger Sachsen und Deutschen aus Ungarn organisiert wurde. Die wissenschaftliche Tagung zog über 1000 Besucher an. Um die 2500 Personen beteiligten sich an dem darauf folgenden ökumenischen Gottesdienst in der Frauenkirche.
Zum 60. Jahrestag der Deportationen fand am 18. März 2006 im Stuttgarter Haus der Heimat eine Gedenkveranstaltung mit einer von Zeitzeugen zusammengestellten Ausstellung zum Thema Verlust der Heimat durch Deportation statt.
Am 23. Februar 1990 entstand der „Verein der ehemaligen Russlanddeportierten“ zur Repräsentation der Betroffenen in Timișoara. Anfänglich hatte der Verein um die 8000 Mitglieder, im Jahr 2010 zählte der Verein im Banat nur noch 650 und landesweit in Rumänien 1600 Mitglieder.

## Bewertung
Der Deportation ging die europaweite Verschleppung von rund 6 Millionen Zwangsarbeitern und zivilen Arbeitskräften in das nationalsozialistische Deutschland voraus.
Der US-amerikanische Völkerrechtler und Historiker Alfred de Zayas weist in mehreren seiner Arbeiten darauf hin, dass die Bedingungen, unter denen die „Reparationsverschleppten“ in der Sowjetunion arbeiteten, sich nicht von der Sklavenarbeit in den Arbeitslagern Nazideutschlands unterschieden hätten. Er unterstreicht auch, dass die Verschleppung deutscher Zivilpersonen zu Zwangsarbeit desgleichen ein völkerrechtliches Kriegsverbrechen und ein Verbrechen gegen die Menschlichkeit gewesen sei. Dabei verweist er auf die Nürnberger Prozesse. Ebenso sei die Verschleppung von Zivilbevölkerung aus einem besetzten Land nach Artikel 52 der Haager Landkriegsordnung von 1907 ein Kriegsverbrechen.
Auch der siebenbürgische Soziologe Georg Weber bemerkte, dass Churchill und Roosevelt in Jalta einem Vorgehen zugestimmt hätten, dass bis dahin nur dem Dritten Reich nachgewiesen werden konnte und das einige Monate später beim Nürnberger Gerichtshof als „Kriegsverbrechen und Verbrechen gegen die Menschlichkeit“ geahndet werden sollte.
Der siebenbürgische Historiker Thomas Nägler weist darauf hin, dass die Deportation als eines der ersten „Kalten Kriegsereignisse“ anzusehen sei; ein Ergebnis der wechselseitigen Unkontrollierbarkeit zwischen Ost und West noch während des Zweiten Weltkriegs. Es sei der rumänischen Übergangsregierung nach dem Krieg zwar gelungen, die verbliebenen Rumäniendeutschen im rumänischen Volksverbund innerhalb des Landes zu halten, während die deutschen Siedlergruppen aus allen anderen Staaten Mittel- und Osteuropas weitgehend vertrieben wurden. Mit der Verschleppung aller arbeitsfähigen Rumäniendeutschen in die Sowjetunion hätte das Land im Januar 1945 einen Rückschlag erfahren. Der König und die führenden Politiker Rumäniens hätten von den sowjetischen Absichten gewusst, sie wären aber nicht in der Lage gewesen, die Verschleppung zu verhindern. Ab März 1945 allerdings zeichnete die nun von der Rumänischen Kommunistischen Partei geführte Regierung verantwortlich für die Enteignung der Rumäniendeutschen und andere Verfolgungen wie die spätere Deportation in die Bărăgan-Steppe.
Elena Zamfirescu, Direktorin im rumänischen Außenministerium 1995, bezeichnete ihre ehemaligen Landsleute deutscher Volkszugehörigkeit als „erste Märtyrer der Wende zum Bösen in der Geschichte Rumäniens“.
Der siebenbürgische Historiker Michael Kroner rät, bei der Beurteilung der rumänischen Einstellung zur Verschleppung zwischen der offiziellen Politik der Regierung und der Haltung verschiedener Bevölkerungsgruppen und Parteien zu differenzieren. Er verweist auf Fälle, in denen rumänische und Roma-Bewohner einiger Ortschaften Siebenbürger Sachsen schadenfroh, ja sogar jubelnd und triumphierend zu den Sammelstellen getrieben hätten. Demgegenüber wären Rumänen zu nennen, die über die Verschleppung bestürzt gewesen seien und Betroffenen Verstecke gewährt hätten.
Vertreter der politischen Parteien waren bezüglich der Vertreibung der Deutschen aus Rumänien geteilter Meinung. Sogar einige Kommunisten sprachen sich für ihren Verbleib in Rumänien aus, während ein vermeintlich Verbündeter der Siebenbürger Sachsen, der Nationalzaranist Iuliu Maniu, sich zugunsten einer Aussiedlung äußerte. Maniu war 1944 am Aufbau der Schattenregierung beteiligt, die nach dem Sturz Ion Antonescus am 23. August 1944 die Macht übernommen hatte.
Thomas Nägler stellte weiterhin fest, dass während der König und der Premierminister General Rădescu protestierten, der britische Premier Winston Churchill die Einziehung von Arbeitskräften deutscher Herkunft aus Osteuropa als ein „Recht der Sowjets“ betrachtete. Bekannt wurde auch Churchills Äußerung gegenüber dem Foreign Office im Januar 1945:
„Why are we making a fuss about the Russian deportations in Romania of Saxons and others?“
(deutsch Warum machen wir so viel Aufheben um die russischen Deportationen von (Siebenbürger) Sachsen und anderen in Rumänien?)
Der britische Autor Mark Percival führte an, dass Churchill im zeitgenössischen Rumänien für den angeblichen 90-prozentigen „Ausverkauf“ des Landes an Stalin im Percentages agreement vom Oktober 1944 kritisiert worden sei. Die Bedeutung dieser Vereinbarung sei jedoch zum einen überschätzt worden, und zum anderen wäre die Vorstellung, dass Stalin und Churchill Europa unter sich aufteilten, eine beliebte und einfache Erklärung für die sich entwickelnde Teilung Europas gewesen und hätte damit in die Diskussionslinien einiger politischer Fraktionen in Rumänien und Griechenland gepasst. Diese hätten die Vereinbarung als den Hintergrund für die mangelnde britische Einflussnahme auf rumänische Belange in den Jahren 1944 und 1945 gewertet. Fakt wäre jedoch gewesen, dass die Rote Armee in Rumänien stand, und dass damit die Regierung in Moskau in jedem Fall ihren Willen durchsetzen konnte, was die britische Zurückhaltung bedeutungslos mache. Darüber hinaus habe Großbritannien bedeutende kommerzielle Interessen in Rumänien zu schützen gehabt und hätte die unvermeidliche kommunistische Herrschaft erst im Dezember 1945 akzeptiert.